# جان بيل
جان بيل (بالإنجليزية: Jean Bell) هي عارضة وممثلة أمريكية، ولدت في 23 نوفمبر 1944 في الولايات المتحدة.

## أعمال

### أفلام
- (1973) شوارع متوسطة

## وصلات خارجية
- جان بيل على موقع IMDb (الإنجليزية)
- جان بيل على موقع ألو سيني (الفرنسية)
- جان بيل على موقع أول موفي (الإنجليزية)
- جان بيل على موقع قاعدة بيانات الأفلام السويدية (السويدية)
- جان بيل على موقع قاعدة بيانات الفيلم (الإنجليزية)
- جان بيل على موقع كينوبويسك (الروسية)